# Julien Lacroix (homme politique)
Pour les articles homonymes, voir Lacroix et Julien Lacroix.
Julien Lacroix est un homme politique français né le 31 mars 1800 à Saint-Vincent-de-Reins (Rhône) et mort le 15 janvier 1880 à Villemontais (Loire).
Agriculteur puis filateur de coton, il est député du Rhône de 1848 à 1849, siégeant au centre droit.
En 1833, il est conseiller d'arrondissement de Villefranche (Rhône).